# علم داكوتا الشمالية

علم داكوتا الشمالية

علم حاكم الولاية

اعتمد علم ولاية داكوتا الشمالية في يوم 3 اذار - مارس من سنة 1911 م .